# روبرتو مویا
روبرتو مویا (اسپانیایی: Roberto Moya‎; ۱۱ فوریه ۱۹۶۵ – ۲۱ مهٔ ۲۰۲۰) پرتاب‌گر دیسک اهل کوبا بود.